# 우산초등학교 (경남)
우산초등학교는 대한민국 경상남도 창원시에 있는 공립 초등학교이다.

## 학교 연혁
- 1949년 11월 1일: 진동초등학교 우산분교장으로 개교
- 1951년 9월 1일: 우산초등학교 개교

## 참고 자료
- 우산초등학교 - 한국교육학술정보원 학교알리미